# Валиев, Анатолий Васильевич
Анато́лий Васи́льевич Вали́ев (укр. Анатолій Васильович Валієв; род. 2 февраля 1957, Киев) — украинский скульптор, заслуженный художник Украины (2009), член Национального союза художников Украины (1989).

## Биография
В 1984 году окончил Киевский государственный художественный институт по специальности «педагог». В 1984—1986 годах был аспирантом творческих мастерских Национальной академии изобразительного искусства и архитектуры, в 1994—1995 годах стажировался в Академии искусств Экс-ан-Прованса, Франция.
Первая персональная выставка за рубежом состоялась в 1992 году в Мельбурне (Австралия). Выставки произведений проходили на Украине, в Германии, Австрии, Бельгии и Франции.
В 2007 году вошёл в десятку лучших скульпторов Украины по версии столичной галереи «Да Винчи».
В 2008 году Анатолий Валиев выполнил реконструкцию бюстов восьми выдающихся физиков в интерьере «Великой физической аудитории» главного корпуса НТУУ «КПИ», а в 2011 году в библиотеке института был открыт бюст физика Леона Фуко его работы.
Произведения Валиева представлены в Кирилловской церкви (Киев), музее современного изобразительного искусства (Львов), Луганском областном художественном музее, Музее камня (Спримонт, Бельгия), в коллекциях Министерства культуры Украины, Фонда Национального союза художников Украины и др.
Произведения Валиева увидели около 40 млн. посетителей Всемирной выставки ЭКСПО-2000, Ганновер, Германия, 2000 год.
Среди его работ «Михаил Врубель» (1984), «Икар» (1988), «Ангел» (1990), «Пробуждение» (1997), инсталляция «Звёздное ожерелье» (2001). В монументальной скульптуре: «Возвращение Архипенко» (Киев, 1997), памятник Сержу Лифарю (Монте-Карло, 2006), скульптура «Молитва» (Банно, Бельгия, 2007), мемориал Николаю Гоголю (Вевей, Швейцария, 2009).

## Награды и звания
- Заслуженный художник Украины (2009)[11]
- Лауреат премии Киевской организации национального союза художников Украини им. Михаила Лысенко (КОНСХУ, 2008, за скульптуру «Молитва»)[9]